# Nino Aragno Editore
La Nino Aragno Editore è una casa editrice italiana fondata nel 1999 a Torino.

## Storia
La casa editrice è stata fondata dall'imprenditore e bibliofilo Nino Aragno. Nel 2000 viene nominato direttore Raffaele Crovi fino al 2007, anno della sua scomparsa. Da quel momento Nino Aragno è direttore unico della casa editrice. Simbolo della casa editrice è il centauro Chirone.
La casa editrice pubblica classici del pensiero europeo antichi e moderni. A questi si aggiungono edizioni in collaborazione con il Warburg Institute di Londra, il Collège de France, l’Istituto di giudaistica della Freie Universität di Berlino, l’Istituto Italiano per gli Studi Filosofici di Napoli e la Fondazione Biblioteca Benedetto Croce.

## Collane editoriali
Il catalogo di titoli è diviso in 29 collane, tra saggistica e testi inediti, che trattano argomenti di storia, filosofia, arte, letteratura, economia, politica, storia del giornalismo, i classici e la poesia. Tra queste la più importante è la «Biblioteca Aragno» che include anche testi di celebri autori dell'Ottocento e del Novecento.
Tra le pubblicazioni più rilevanti vi sono il Journal di Edmond e Jules de Goncourt, le Memorie di Talleyrand e il carteggio tra Giovanni Gentile e Benedetto Croce. Vi è anche la ristampa del Vorträge (1921-1931) del Warburg Institute e l’edizione delle opere di Aby Warburg. In collaborazione con il Collège de France sono state edite le collane «Æuropa restituta», diretta da Carlo Ossola, e «La Poesia e la coscienza di sé» (nel cui comitato scientifico figuravano Yves Bonnefoy, Marc Fumaroli, George Steiner, Jean Starobinski, Stefano Agosti).
La collana «Classici del giornalismo», diretta da Alberto Sinigaglia, attraverso le raccolte di articoli di eminenti giornalisti fornisce una testimonianza del rapporto della cultura italiana con le istituzioni e la politica. Di rilievo sono altresì la collana «The kabbalistic library of Giovanni Pico della Mirandola», diretta dall’ebraista Giulio Busi, e la collana «Speculum Historiale», diretta da Franco Cardini, che raccoglie saggi e testi sul Medioevo.
Alla poesia sono dedicate tre collane editoriali, «Licenze poetiche» con le novità contemporanee, «I domani», progettata da Maria Grazia Calandrone, Andrea Cortellessa e Laura Pugno, che raccoglie la poesia d’avanguardia italiana, e «Castalia», diretta da Giovanni Tesio, riservata alla poesia dialettale.

## Premi
Il 16 maggio 2009 la Giuria del premio Nazionale Alassio 100 libri – Un Editore per l’Europa, assegna alla Nino Aragno l’undicesima edizione del Premio. Il 25 marzo 2013 il Presidente della Repubblica Giorgio Napolitano, su proposta del Ministro per i Beni e le Attività Culturali, conferisce all'editore la Medaglia d’oro ai Benemeriti della Cultura e dell’Arte. Il 3 novembre 2016 riceve il Premio Vittorio De Sica per l’Editoria.